# 菲律賓國家情報調節局
菲律賓國家情報調節局，是菲律宾政府主要情报机构，负责收集和分析情报，开展公开或秘密活动，並為總統和國家安全委員會制定國安政策時提供國內外情勢的情報評估。1949年成立，实行总干事负责制。

## 组织
- 总干事办公室 - 总干事领导
- 首长行动部 - 助理总干事领导
- 首长组织部 - 由助理总干事负责
- 行政首长部 - 由行政助理总干事负责
- 管理与规划处
- 主计长办公室